# Neobapta indecora
Neobapta indecora är en fjärilsart som beskrevs av W. Warren 1904. Neobapta indecora ingår i släktet Neobapta och familjen mätare. Inga underarter finns listade i Catalogue of Life.